# Kim Suominen
Kim Suominen, född 20 oktober 1969 i Åbo, död 18 november 2021 i Åbo, var en finländsk fotbollsspelare som spelade 39 matcher för det finska landslaget mellan 1993 och 1996.
Suominen avled av en sjukdomsattack under TPS U17-juniorlagets träning i Kuppis idrottspark.

## Meriter
- Finlands cup: 1991
- Finländsk ligamästare 1994